# Clarissa von Spee
Clarissa Hildegard Apollonia Huberta Maria Gräfin von Spee (* 9. Februar 1967 in Rhede) ist eine deutsche Kunsthistorikerin mit der Spezialisierung auf Chinesische Kunst.

## Werdegang
Clarissa von Spee studierte an der Universität Heidelberg, wo sie auch 2002 bei Lothar Ledderose promoviert wurde. Auslandsaufenthalte verbrachte sie während des Studiums an den Universitäten von Taipeh, Shanghai und Paris. Danach war sie Assistentin am Lehrstuhl für Ostasiatische Kunstgeschichte in Heidelberg und Mitarbeiterin am Kölner Museum für Ostasiatische Kunst. 2008 wurde sie Kuratorin am Department of Asia des British Museum in London, wo sie für die Sammlungsgebiete China und Zentralasien zuständig war. Hier organisierte sie mehrere Ausstellungen, darunter 2010 The Printed Image in China from the 8th to the 21st Centuries, 2012 Modern Chinese Ink Paintings und 2014 Gems of Chinese Painting – A Voyage along the Yangzi River. 2016 forschte von Spee als Inhaberin eines Leverhulme Research Fellowship in der Jiangnan-Region. Im Anschluss daran wurde sie James and Donna Reid Curator of Chinese Art und Chair of Asian Art am Cleveland Museum of Art. Zeitweise war sie auch Interims-Kuratorin der Abteilung für Islamische Kunst. 2019 kuratierte sie in Cleveland die Ausstellung Cai Guo-Qiang – Cuyahoga River Lightning, 2022 China through the Magnifying Glass – Masterpieces in Miniature and Detail, 2023/24 China’s Southern Paradise – Treasures from the Lower Yangzi Delta und 2024 Demons, Ghosts, and Goblins in Chinese Art.
Seit 2013 ist von Spee Fellow am Center of Visual Studies der Chinesischen Hochschule der Künste in Hangzhou, 2022 wurde sie dort zur Gastprofessorin ernannt.

## Publikationen
- mit Regina Krahl: Chinese Ceramics from the Gulexuan Collection.  tvd-Verlag, Düsseldorf 2003, ISBN 3926512989.
- Redaktion: Joohyun Lee: Den Himmel in der Pinselspitze. Chinesische Malerei des 20. Jahrhunderts im Museum für Ostasiatische Kunst Köln. Kehrer, Heidelberg 2005, ISBN 978-3-936636-58-1.
- Wu Hufan. A twentieth century art connoisseur in Shanghai (= The Hammonds Foundation monograph series on Asian art). Reimer, Berlin 2008, ISBN 978-3-496-01382-2 (Dissertation).
- The Printed Image in China. From the 8th to the 21st Centuries. British Museum Press, London 2010, ISBN 978-0714124605.
- Mitautorin: Passionen einer eleganten Dame. Asiatische Textilien der Sammlung Hammonds = Passions of an Elegant Lady: Asian Textiles of the Hammonds Collection. Reimer, Berlin 2013, ISBN 978-3-496-01476-8.
- Modern Chinese Ink Paintings. A Century of New Directions. British Museum Press, London 2014, ISBN 978-0-7141-2470-4.
- Herausgeberin mit Michaela Pejčochová: Modern Chinese painting & Europe. New perceptions, artists encounters, and the formation of collections. Reimer, Berlin 2017, ISBN 978-3-496-01563-5.
- Herausgeberin: China’s Southern Paradise. Treasures from the Lower Yangzi Delta. Yale University Press, New Haven 2024, ISBN 978-0-300-27324-3.